# Белият кон
„Белият кон“ е български игрален филм (късометражен, драма) от 1969 година на режисьора Милен Николов, по сценарий на Алекси Найденов. Оператор е Борислав Пунчев. Музиката във филма е композирана от Борис Карадимчев.

## Актьорски състав
- Григор Вачков – Джери
- Илия Добрев – Партизанинът
- Евстати Стратев – Директорът на цирка
- Васил Попилиев – Командирът на отряда
- Иван Налбантов – Партизанин